# Palazzo Garzadori
Il Palazzo Garzadori è un edificio del XV secolo, sito in contrà Piancoli a Vicenza.

## Storia
L'edificio a due piani è il risultato del restauro del fabbricato esistente. Vi è l'ipotesi che Palladio abbia lavorato su questo palazzo, per alcune analogie con i progetti dei palazzi di Porto o Poiana a Vicenza. Peraltro, è certo che Palladio pubblicò nel suo trattato I Quattro Libri un progetto non realizzato per Giovanni Battista, figlio di Girolamo Garzadori, da costruire in un altro luogo.
Il progetto di questo palazzo fu commissionato tra il 1545 e il 1563 da Giambattista Garzadori, che aveva ereditato l'edificio dallo zio Battista Graziani, sebbene il cantiere fosse già aperto nel 1545. È probabile che Domenico Groppino, un frequente esecutore di Palladio (a cui è anche accreditato il progetto), abbia supervisionato la costruzione. Il tetto del palazzo fu completato tra il 1554 e il 1555, ma i lavori durarono fino al 1561; il palazzo venne infine completato nell'estate del 1563 o 1564.
Nel 1994 Palazzo Garzadori è stato inserito nella Lista del Patrimonio Mondiale dell'umanità dell'UNESCO come uno dei siti del sito "Città di Vicenza
e le ville palladiane del Veneto".

## Descrizione
Edificio gotico tra i più importanti e meglio conservati della città, costruito intorno al 1460 inglobando strutture romaniche.

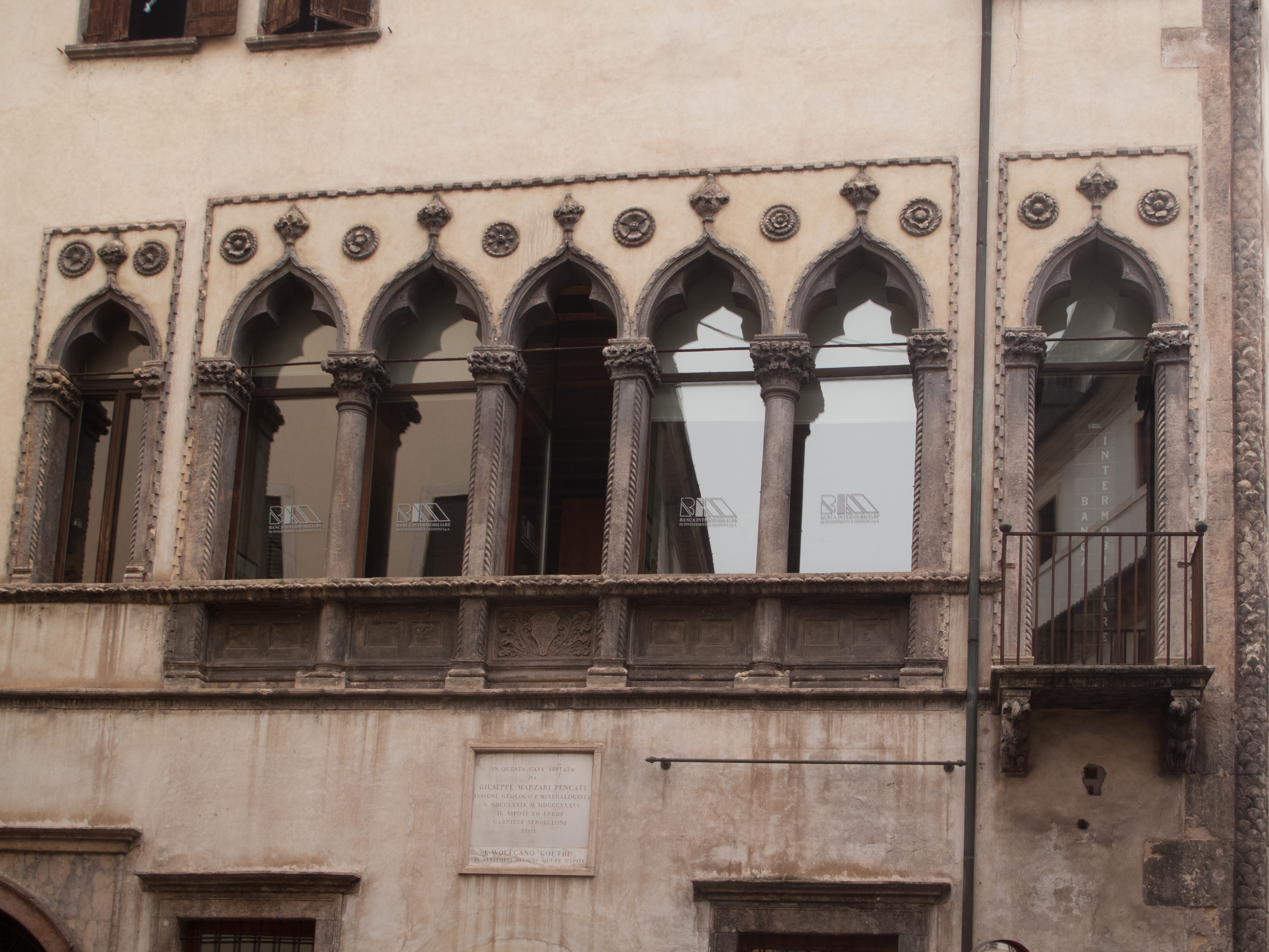
Pentafora e monofore
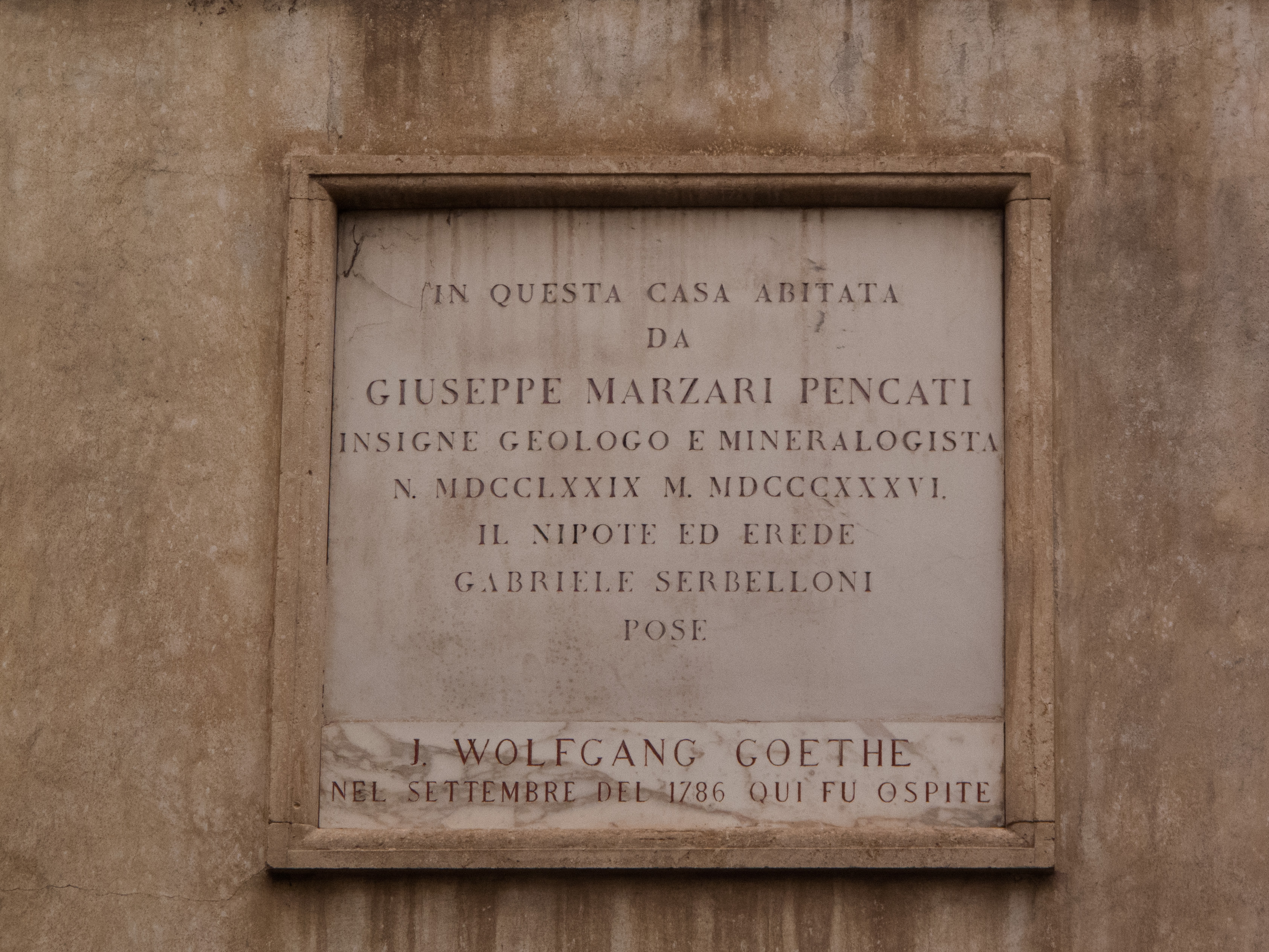
Lapide commemorativa
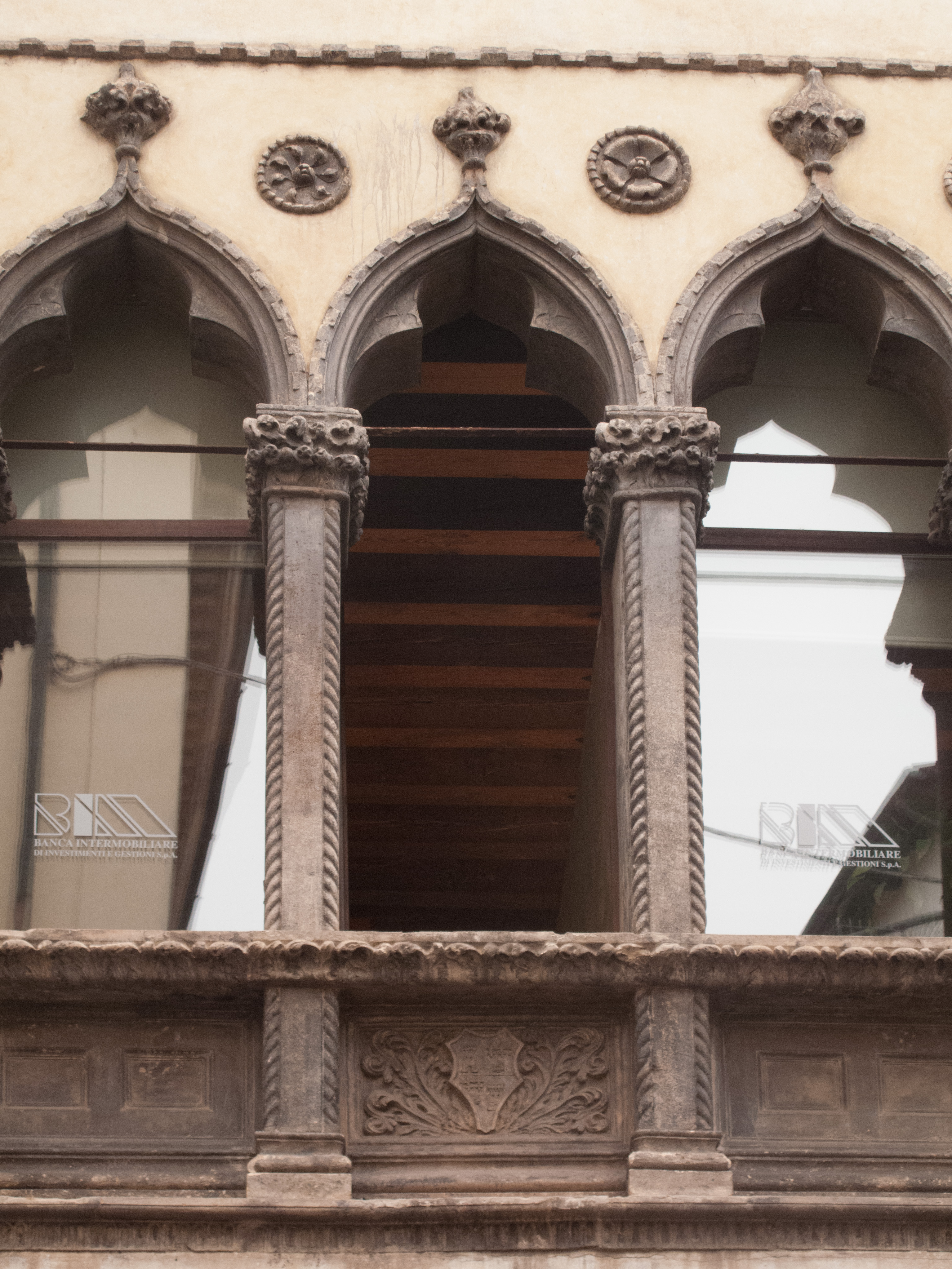
Pentafora